# Ushimado (Okayama)

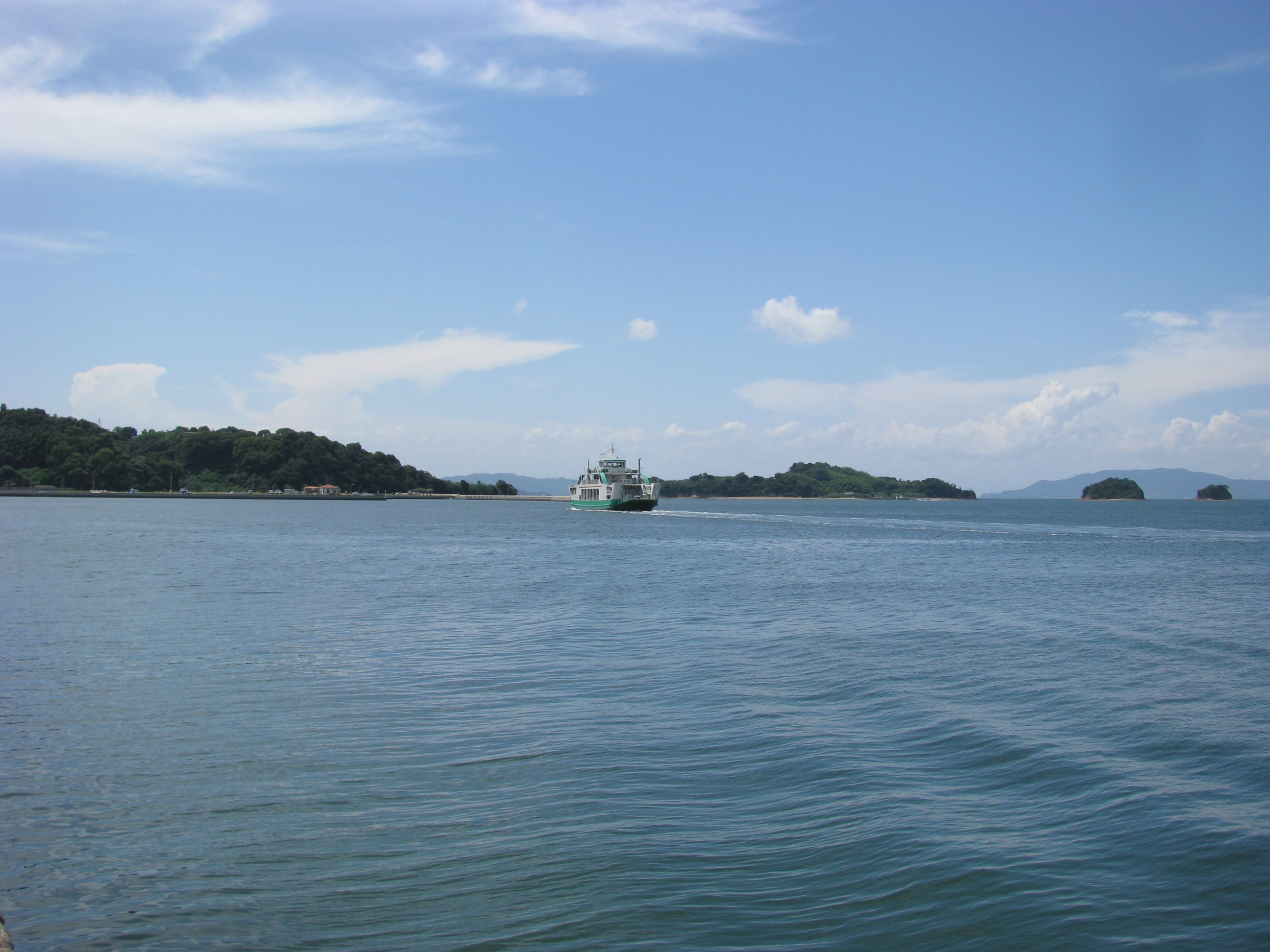
Fähre nach Maeshima (links)

Ushimado (jap. 牛窓) ist ein Ortsteil der japanischen Stadt Setouchi in der Präfektur Okayama. Bis zum Zusammenschluss 2004 mit den Gemeinden Oku und Osafune war Ushimado eine 27,50 km² große Gemeinde mit zuletzt 7.545 Einwohnern des mit der Umstrukturierung aufgelösten Landkreises Oku.

## Geographie
Ushimado liegt östlich von Okayama an der Seto-Inlandsee. Dem Ort sind die Inseln Maeshima (前島), Aoshima (青島), Kishima (黄島), Kuroshima (黒島) vorgelagert, weiter westlich auch die zur Stadt Okayama gehörende Insel Inushima (犬島). Aufgrund der hügeligen Landschaft mit den vorgelagerten Inseln und des milden Klimas wird Ushimado auch das japanische Mittelmeer genannt.

## Wirtschaft
Ushimado ist ein Erholungsgebiet mit einem Yachthafen und zahlreichen Ferienhäusern. Das Meer ist ein beliebtes Segel- und Kayakgebiet.
Ushimado ist bekannt für seinen Olivenanbau, ferner werden Austern- und Pilzzucht betrieben.

## Verkehr
- Anbindung mit öffentlichen Verkehrsmitteln nur per Bus.
- Die zweispurige Schnellstraße 'Okayama Blueline'  in etwa 4 km Entfernung bindet Ushimado im Westen an die Präfekturhauptstadt Okayama und im Osten an die San’yō-Autobahn an.
- Fährverbindungen bestehen zu den Inseln Aoshima und Inushima.

## Städtepartnerschaft
- Mytilini, Griechenland[1]